# ザンドラ・ヒュラー
ザンドラ・ヒュラー（Sandra Hüller, ドイツ語: [ˈzandʁa ˈhʏlɐ]; 1978年4月30日 - ）は、ドイツの女優。ドイツ、オーストリア、アメリカ、イギリス、フランスの映画に出演している。2023年にジョナサン・グレイザー監督によるホロコーストを題材としたドラマ映画『関心領域』と、ジュスティーヌ・トリエ監督による法廷ドラマ映画『落下の解剖学』が公開されたことで、国際的に知名度を上げた。両作品での彼女の演技は高く評価され、英国アカデミー賞の2部門で候補に挙がり、また後者の作品でヨーロッパ映画賞女優賞とセザール賞主演女優賞を獲得した。さらにゴールデングローブ賞ドラマ映画主演女優賞とアカデミー賞主演女優賞にもノミネートされた。
それら以前にはハンス＝クリスティアン・シュミット監督による2006年のドラマ映画『レクイエム〜ミカエラの肖像』での演技で銀熊賞（女優賞）、マーレン・アデ監督による2016年のコメディ映画『ありがとう、トニ・エルドマン』でヨーロッパ映画賞女優賞を受賞した。

## 生い立ちと教育
東ドイツのテューリンゲン州ズールで生まれ、森林の多い小村のオーバーホーフとフリードリヒローダで育った。2人きょうだいの長女であり、両親は教育者だった。
十代の頃に髪を切って赤く染め、演劇クラブに参加した。ヒュラーは「学校で演劇のワークショップに参加して、とても楽しんだけれども、それが職業になるとは思っていなかった。どちらかといえば趣味だった」と振り返っている。
高校時代の1996年にベルリン演劇祭でローベルト・レーニンガーが監督した作品『Wir Voodookinder』で舞台デビューした。
1996年よりベルリンのエルンスト・ブッシュ演劇芸術アカデミーで演技を学び、2003年に卒業した。卒業後にベルリンを離れてライプツィヒ南西部の劇場で2年を過ごし、さらにその後はスイスに移ってシアター・バーセルに加わった。

## キャリア

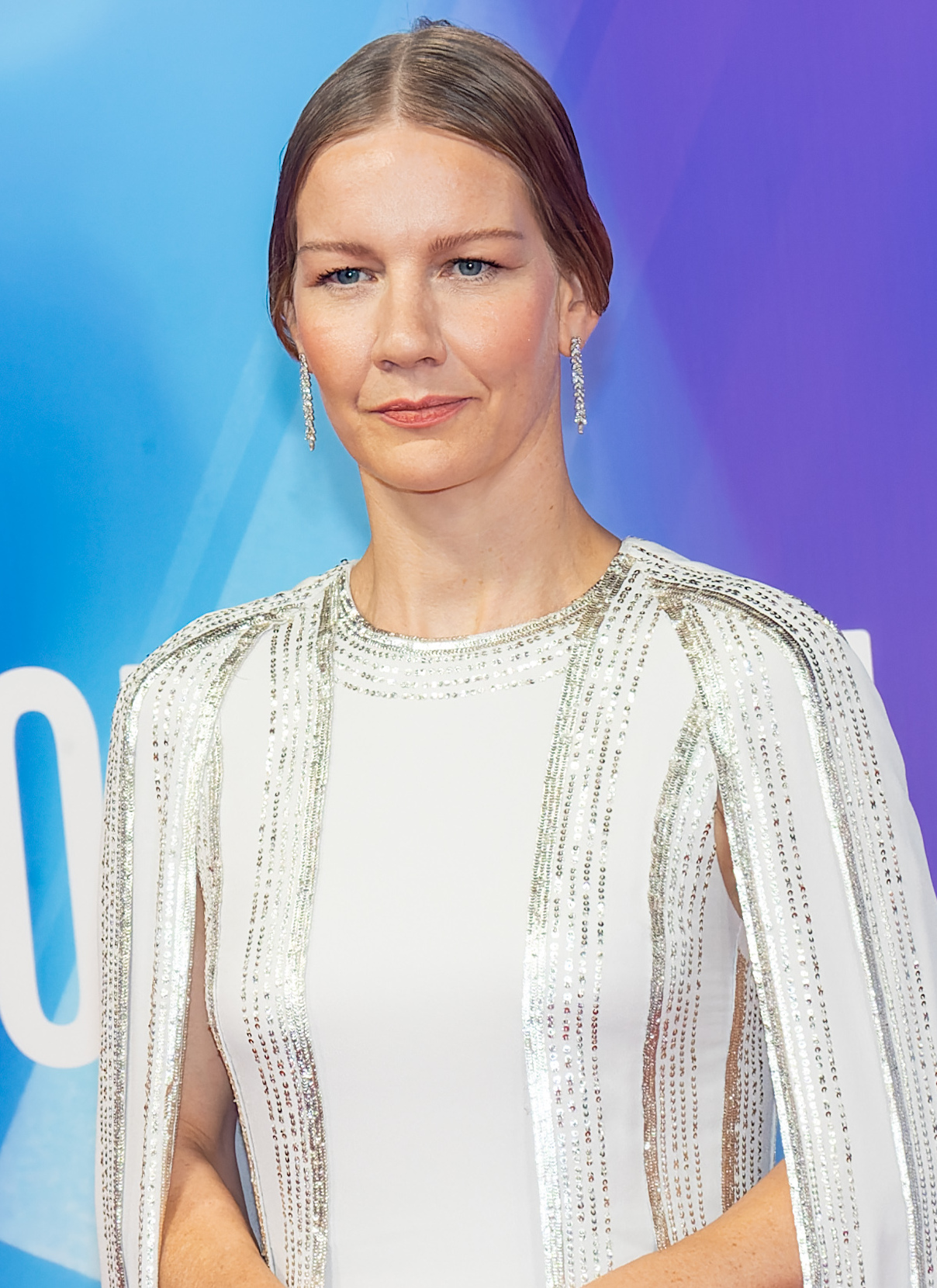
2023年

1998年から2001年までテューリンゲン州イェーナのシアターハウスに出演し、さらにその後1年はライプツィヒのシャウシュピールに出演した。イェーナ出身の劇作家のオリヴァー・ヘルトによってスイスのシアター・バーセルに推薦され、そこで2006年まで出演した。
2006年、ハンス＝クリスティアン・シュミット監督の映画『レクイエム〜ミカエラの肖像』にミカエラ・クリングラー役で出演し、第56回ベルリン国際映画祭女優賞とドイツ映画賞を受賞した。
2009年、プラーター・フォルクスビューネ劇場で上演された『Virgin Queen』でエリザベス1世役を務めた。またカート・コバーンとコートニー・ラブの作品を基にしたトム・シュナイダー監督の音楽劇『For Love』に出演した。
2012年、第62回ベルリン国際映画祭でエミリー・ジャーシルとデヴィッド・オライリーと共に審査員を務め、ジュスティーヌ・トリエの『Vilaine Fille Mauvais Garçon』を映画祭の短編映画賞に選んだ。同年にベルリン芸術アカデミーの会員に招待された。
2012年から2015年までミュンヘン・カンマーシュピーレのカンパニーに所属し、そこでヨハン・シモンズ監督と共に活動した。
2013年にはエルフリーデ・イェリネクの『Die Straße. Die Stadt. Der Überfall.』に出演した。
2014年、フラウケ・フィンスターヴァルダー監督の映画『フィンスターワールド』でフランツィスカ・フェルデンホーフェンを演じ、ドイツ映画賞助演女優賞を受賞した。
2016年に演劇グループのFARN.collectiveを共同設立した。
2018年、スカウシュピール・ボーフムでカンパニーの一員となり、再びヨハン・シモンズと働いた。同年にボーフムとザルツブルク音楽祭でシモンズの翻案による『ペンテジレーア』で主役を務めた。
2019年にはシモンズ監督による性別を入れ替えたバージョンの『ハムレット』に出演した。同年にジュリエット・ビノシュが審査員長を務める第69回ベルリン国際映画祭で審査員を務めた。さらに2019年にはジュスティーヌ・トリエ監督の『愛欲のセラピー』で映画監督のミカ、アリス・ウィンクール監督の『約束の宇宙』でウェンディを演じた。
2023年、オーストリア皇后エリザベートの晩年を女官の視点から描いたフラウケ・フィンスターヴァルダー監督の歴史ブラックコメディ映画『Sisi & I』でイルマ・シュターライ伯爵夫人を演じた。この映画は2023年2月19日に第73回ベルリン国際映画祭でワールド・プレミアされ、3月30日よりドイツで封切られた。この作品での演技が評価され、ドイツ映画賞主演女優賞にノミネートされた。
2023年に第76回カンヌ国際映画祭のメイン・コンペティション部門でプレミア上映された2作品に出演した。ジュスティーヌ・トリエ監督によるフランスの法廷ドラマ『落下の解剖学』は映画祭の最高賞であるパルム・ドールを受賞し、またジョナサン・グレイザー監督によるアメリカ・イギリス・ポーランドのホロコースト・ドラマ『関心領域』はグランプリを受賞した。『落下の解剖学』での演技により2度目のヨーロッパ映画賞女優賞受賞を果たし、また同時に『関心領域』でもノミネートされた。また『落下の解剖学』によりアカデミー賞とゴールデングローブ賞、『落下の解剖学』と『関心領域』の両方で英国アカデミー賞にもノミネートされた。さらに『落下の解剖学』のセザール賞主演女優賞を受賞した。

## 私生活
テューリンゲン州を故郷としている。
2011年に生まれた娘とドイツのライプツィヒ・プラグヴィッツに在住している。
トーマス・シュトゥーバー監督の『希望の灯り』で役作りをするためにフォークリフトの免許を取得している。

## フィルモグラフィ

### 映画
| 年   | 日本語題 原題                                            | 役名                                 | 備考                           |
| ---- | -------------------------------------------------------- | ------------------------------------ | ------------------------------ |
| 1999 | Nicht auf den Mund                                       | Daisy                                | 短編映画                       |
| 1999 | Midsommar Stories                                        | Beatrice                             | セグメント「Sabotage"」        |
| 2006 | レクイエム〜ミカエラの肖像 Requiem                       | ミカエラ・クリングラー               |                                |
| 2006 | Kühe lächeln mit den Augen                               | Julia                                |                                |
| 2006 | Madonnen                                                 | Rita                                 |                                |
| 2008 | Where in This World                                      |                                      | 短編映画                       |
| 2008 | ベルリン陥落 1945 A Woman in Berlin                      | Steffi                               |                                |
| 2008 | The Architect                                            | Reh Winter                           |                                |
| 2009 | Roentgen                                                 | Charlotte                            | 短編映画                       |
| 2009 | Fly                                                      | Sarah                                | 短編映画                       |
| 2009 | Germany 09: 13 Short Films About the State of the Nation | ウルリケ・マインホフ                 | セグメント「Die Unvollendete」 |
| 2009 | Fräulein Stinnes fährt um die Welt                       | クレレノーレ・シュティネ             |                                |
| 2009 | Henri 4                                                  | カトリーヌ                           |                                |
| 2010 | 裸の診察室 Brownian Movement                             | Charlotte                            |                                |
| 2010 | Aghet – Ein Völkermord                                   | テイシー・アトキンソン               | ドキュメンタリー               |
| 2011 | Über uns das All                                         | Martha Sabel                         |                                |
| 2012 | Fluss                                                    | Mother                               | 短編映画                       |
| 2012 | Strings                                                  | Mother                               |                                |
| 2013 | フィンスターワールド Finsterworld                        | フランツィスカ・フェルデンホーフェン |                                |
| 2014 | Vergiss mein Ich                                         | Frauke, Lena's friend                |                                |
| 2014 | Amour Fou                                                | マリー                               |                                |
| 2016 | ありがとう、トニ・エルドマン Toni Erdmann                | イネス・コンラディ                   |                                |
| 2017 | Don't                                                    | Superhero                            | 短編映画                       |
| 2017 | Fack ju Göhte 3                                          | Biggi Enzberger                      |                                |
| 2018 | 希望の灯り In the Aisles                                 | マリオン                             |                                |
| 2018 | 25 km/h                                                  | Tanja                                |                                |
| 2019 | 愛欲のセラピー Sibyl                                     | ミカ                                 |                                |
| 2019 | 約束の宇宙 Proxima                                       | ウェンディ                           |                                |
| 2020 | Exil                                                     | Nora                                 |                                |
| 2020 | Sleep                                                    | Marlene                              |                                |
| 2021 | アイム・ユア・マン 恋人はアンドロイド I'm Your Man       | Employee                             |                                |
| 2021 | ミュンヘン:戦火燃ゆる前に Munich – The Edge of War       | ヘレン・ウィンター                   |                                |
| 2022 | The Black Square                                         | Martha                               |                                |
| 2022 | Talking About the Weather                                | Clara                                |                                |
| 2023 | Sisi & I                                                 | イルマ・シュターライ                 |                                |
| 2023 | 落下の解剖学 Anatomie d'une chute                        | サンドラ                             |                                |
| 2023 | 関心領域 The Zone of Interest                            | ヘドウィグ                           |                                |
| 2024 | Rose                                                     | Rose                                 |                                |
| 2026 | Project Hail Mary                                        | Eva Stratt                           |                                |

### テレビ
| 年   | 日本語題 原題      | 役名           | 備考                              |
| ---- | ------------------ | -------------- | --------------------------------- |
| 2011 | Der Kriminalist    | Conny Lojewski | 第6シーズン第4話「Sucht」         |
| 2013 | ピノキオ Pinocchio | Fox            | ミニシリーズ                      |
| 2014 | Polizeiruf 110     | Karen Wagner   | 第43シーズン第4話「Morgengrauen」 |
| 2016 | Der Tatortreiniger | Silke Hansen   | 第6シーズン第2話「Özgür」         |

## 受賞とノミネート
ユリア・イェンチとパウラ・ベーアと並んで21世紀にヨーロッパ映画賞女優賞とベルリン国際映画祭銀熊賞（女優賞）を両方獲得したドイツ人女優である。
『落下の解剖学』（2023年）での演技により、1937年のルイーゼ・ライナー以来3人目となるドイツ人女優のアカデミー賞主演女優賞候補者となった。